# La Rinconada (Peru)
La Rinconada – miasto w południowym Peru, w regionie Puno. Jest to najwyżej położone miasto na świecie: leży w Andach na wysokości 5100 metrów n.p.m. Znajdują się w nim kopalnie złota. 
W 2012 zamieszkiwało je 50 000 osób. W 2001 był to niewielki obóz poszukiwaczy złota, ale do 2009 liczba mieszkańców wzrosła do 30 000, co było spowodowane gwałtownym wzrostem ceny złota (o 200%). 
Mieszkańcy miasta stali się przedmiotem badań naukowców, próbujących zrozumieć, jak możliwe jest życie na tak dużej wysokości . Okazuje się, że mieszkańcy mają aż 8 litrów krwi (człowiek na nizinach 5-6), ale krew jest wypełniona tlenem tylko w 82% procentach (podczas gdy człowieka na nizinach w 98%) . Mieszkańcy miasta żyją krócej niż ludzie na nizinach, dożywają średnio 55 lat . Ich serca są przerośnięte a w tętnicach płucnych panuje bardzo duże ciśnienie powodujące nadciśnienie .